# Donna Lynton
Dianne Carol (Donna) Lynton (Brooklyn, New York, 1 januari 1951) is een Amerikaans zangeres. Ze is vooral bekend van haar hit Theme From Charlie's Angels.

## Biografie
Donna Lynton werd geboren als dochter van de Amerikaanse zanger Charles Lynton en de Russische pianiste Anne Salyk. Eind jaren zestig trad ze op in het meidentrio The Ronettes, dat inmiddels een heel andere samenstelling had dan de groep van Ronnie Spector uit begin jaren 60. Na drie jaar toeren met de groep ging ze solo verder en in 1974 nam ze in Canada het jazzalbum Call me Donna op.
In 1976 verhuisde ze naar Nederland, vanwege haar Nederlandse vriend en later echtgenoot Charlie. Een jaar later brengt ze enkele singles uit, in samenwerking met producer, singer-songwriter, Jack de Nijs alias Jack Jersey, waarvan Theme From Charlie's Angels, het gezongen thema van de destijds populaire televisieserie Charlie's Angels een hit werd. Deze hit en daaraan gepaarde televisieoptredens leverden haar in Nederland en Vlaanderen meer bekendheid op. Rond Kerstmis 1980 behaalde ze met Vrede, een duet met Vader Abraham, een kleine hit in de Nederlandse Top 40.
Lynton bracht in 1982 haar eerste album in Nederland uit. Prima Donna, geproduceerd door John van de Ven, bevatte onder andere de nummers Let the curtain fall en Bridge of love die al eerder op single waren uitgebracht. Ook de nummers I wasn't born yesterday en Notify someone verschenen op single, maar het album noch de singles leverden haar commercieel succes op. Alleen Let the curtain fall had twee jaar eerde de tipparade gehaald. In 1986 volgde een album met de titel Donna Lynton waar het nummer (That's why) I will always love you opstond. Op dat album werkte ze met veel artiesten samen, waaronder Toots Thielemans en Hans Vermeulen. In de jaren daarna ging Lynton door met optreden, maar verdween ze uit de schijnwerpers. Een verzamel-cd uit 1992 bracht daar weinig verandering in.
In 2004 wilde Lynton een comeback maken, maar dankzij een optreden in het televisieprogramma Mooi! Weer De Leeuw, kreeg haar hond, een Yorkshire Terrier nog meer bekendheid dan zij. Presentator Paul de Leeuw zou in de komende aflevering op het hondje passen, waarbij hij nogal ruw met het dier omging. Het was inderdaad de Yorkshire Terrier van Lynton. Tevens vormde Lynton samen met Debbie en Marlène Berger van T-Spoon het trio The Glamour Ladies. Debbie en Berger zijn inmiddels vervangen door musicalzangeres Vivian van der Veen en Rosanna Hofman. Zij brengen de show A tribute to the Supremes, waarbij voornamelijk nummers van The Supremes en The Three Degrees op het programma staan.
Van september 2007 tot 1 januari 2008 vertolkte Lynton de rol van Ms. Sherman in de succesvolle musical Fame. In 2021 deed ze mee aan het RTL4-programma The Voice Senior. Ze verloor toen haar plaats in de knock-outs van Helma Stam Schneider. Haar laatste optreden was "You've Got a Friend" van Carole King.

## Discografie

### Singles
| Single met eventuele hitnotering(en) in de Nederlandse Top 40 | Datum van verschijnen | Datum van binnenkomst | Hoogste positie | Aantal weken | Opmerkingen       |
| ------------------------------------------------------------- | --------------------- | --------------------- | --------------- | ------------ | ----------------- |
| Boomerang                                                     |                       | 9-4-1977              | tip             |              |                   |
| (Theme from) Charlie's Angels                                 |                       | 1-4-1978              | 24              | 6            |                   |
| Let the curtain fall                                          |                       | 26-4-1980             | tip             |              |                   |
| Vrede                                                         |                       | 3-1-1981              | 29              | 3            | met Vader Abraham |
| (That's why) I will always love you                           |                       | 19-4-1986             | tip             |              |                   |

| Single met hitnotering(en) in de Vlaamse Ultratop 50 | Datum van verschijnen | Datum van binnenkomst | Hoogste positie | Aantal weken | Opmerkingen      |
| ---------------------------------------------------- | --------------------- | --------------------- | --------------- | ------------ | ---------------- |
| (Theme from) Charlie's Angels                        |                       | 1978                  | 16              | 2            | in de BRT Top 30 |